# Болохов (село)
Болохов (укр. Болохів) — село в Верхнянской сельской общине Калушского района Ивано-Франковской области Украины.
Население по переписи 2001 года составляло 244 человека. Занимает площадь 7,68 км². Почтовый индекс — 77323. Телефонный код — 03472.